# Mariana
Mariana je ženské křestní jméno, které se nejčastěji hodnotí jako složenina jmen Maria a Anna, někdy se považuje i za ženskou podobu původem latinského Marianus, to znamená „náležející k rodu Mariů“ (asi z latinského mas, maris = „muž“).
V českém občanském kalendáři má svátek 8. září.

## Statistické údaje
Následující tabulka uvádí četnost jména v ČR a pořadí mezi ženskými jmény ve srovnání dvou roků, pro které jsou dostupné údaje MV ČR – lze z ní tedy vysledovat trend v užívání tohoto jména:
| Rok       | Četnost   | Pořadí   |
| 1999      | 982       | 222.     |
| 2002      | 1022      | 218.     |
| Porovnání | o 40 více | o 4 lépe |

Změna procentního zastoupení tohoto jména mezi žijícími ženami v ČR (tj. procentní změna se započítáním celkového úbytku žen v ČR za sledované tři roky) je +4,9%, což svědčí o poměrně strmém nárůstu obliby tohoto jména.

## Zdrobněliny
Marjánka, Márinka, Riana, Marka, Marina, Májinka, Mája, Majda, Majka, Marča, Mari, Máňa, Ariana, Mary.

## Nositelky Mariany
- Lady Mariana – postava z pověsti o Robinu Hoodovi
- Mariana Griswold Van Rensselaer – americká autorka
- Mariana Látalová – česká výtvarnice
- Mariana Ohataová – brazilská atletka
- Mariana Novotná – česká moderátorka a redaktorka
- Mariana Pajónová – kolumbijská cyklistka
- Mariana Prachařová – česká herečka
- Mariana Šurković – chorvatská plavkyně

## Nositelky Marianny
- Marianne – státní symbol Francie
- Marianne Faithfullová – anglická zpěvačka
- Marianne Fredrikssová – švédská spisovatelka
- Marianne Limpertová – kanadská plavkyně
- Marianne Rosenbergová – německá zpěvačka
- Marianna Ďurianová – slovenská moderátorka